# Cámara de Diputados de la Nación Argentina
La Cámara de Diputados de la Nación Argentina, oficialmente Honorable Cámara de Diputados de la Nación Argentina, es, junto con el Senado, una de las dos cámaras que conforman el Congreso de la Nación, que constituye el poder legislativo de la República Argentina. Es conocida informalmente como Cámara Baja, por oposición a la Cámara de Senadores, conocida como Cámara Alta. La cámara está integrada por 257 diputados nacionales quienes representan directamente al pueblo de la Nación. Tienen mandatos de cuatro años y pueden ser reelegidos. La elección se realiza utilizando el sistema de representación proporcional D'Hondt en cada uno de los 24 distritos autónomos que integran la federación (23 provincias y la Ciudad Autónoma de Buenos Aires). Cada dos años la Cámara renueva la mitad de sus miembros.
La Cámara de Diputados tiene atribuciones exclusivas en materia de creación de impuestos y reclutamiento de tropas. También es quien debe formular las acusaciones que puedan desembocar en un juicio político al presidente de la Nación, al vicepresidente, los ministros de Estado y los miembros de la Corte Suprema. Dichas acusaciones son formuladas ante el Senado de la Nación Argentina y requieren una aprobación de las dos terceras partes de la Cámara.
Al igual que la Cámara de Senadores, redacta su reglamento interno y puede decidir el disciplinamiento o incluso la expulsión de sus propios integrantes. Sus integrantes tienen fueros parlamentarios que impiden que sean detenidos, pero pueden ser revocados por los restantes componentes de la Cámara si se formulara una orden judicial que lo requiriera.
La representatividad que da sustento a la democracia en la República Argentina se halla regulada por la Constitución Nacional en lo atinente a la conformación de ambas cámaras del Congreso. Los diputados son elegidos directamente por el pueblo de la Nación, dependiendo su número de la cantidad de habitantes. A los fines electorales, el país se divide en 24 distritos (23 provincias y la Ciudad Autónoma de Buenos Aires) debiendo elegir cada uno de ellos sus diputados en forma proporcional al número de habitantes.
Según la ley 22 847 el número de diputados que corresponde a cada distrito es de 1 diputado cada 161 000 habitantes o fracción superior a 80 500. Sin embargo dicha ley también establece que ningún distrito puede tener menos de 5 diputados o poseer menos diputados que los que tenía en 1976. El número de miembros debería ajustarse a los resultados de cada censo efectuado cada diez años, pero esto no ha ocurrido desde la recuperación de la democracia en 1983.
A partir de 2019 se estableció un sistema de paridad de género en los órganos legislativos nacional y subregional (Congreso Nacional y Parlamento del Mercosur), que obliga a intercalar igualitariamente hombres y mujeres en todas las listas de candidatos.
La cámara posee un canal de televisión llamado Diputados TV (DTV), por el que se transmiten sesiones en vivo y programas informativos.

## Requisitos
Para ser diputado nacional se requiere cumplir una serie de requisitos: haber cumplido la edad de veinticinco años, tener cuatro años de ciudadanía argentina en ejercicio, y haber nacido en el distrito en el que se postule o dos años de residencia inmediata en el mismo. El cargo es incompatible con posibles empleos o comisiones dependientes del Poder Ejecutivo nacional, salvo que la Cámara lo autorice o se trate de los empleos de escala, es decir cargos superiores de la administración pública, obtenidos por concursos o por ascensos en la carrera administrativa, en cuyo caso corresponde pedir licencia con resguardo del empleo. Un diputado tampoco puede ser eclesiástico regular (esto es: miembro de una orden o una congregación religiosa católica), ni tampoco gobernante provincial en ejercicio.

## Autoridades
Las autoridades de la Cámara son electas por sus miembros. La persona que ocupa la presidencia se encuentra tercera en el orden sucesorio, en caso de acefalía de la Presidencia de la Nación. Según la elección realizada el 4 de diciembre de 2024, las principales autoridades de la Cámara a partir del día 10 de diciembre de 2024, son las siguientes: Las autoridades son elegidas por el plazo de un año, con renovación automática si no se eligiera a otra persona. La función del presidente es organizar y ordenar las sesiones plenarios, elaborar el presupuesto, nombrar y remover al personal y realizar las comunicaciones oficiales de la Cámara. El diputado que ejerza la presidencia, no puede opinar desde su asiento durante los debates, ni votar, salvo que sea para desempatar; para hacerlo debe dejar la presidencia y ser suplido transitoriamente por quien le continúa en orden. Los vicepresidentes no tienen otra función que no sea la de reemplazar al presidente.
| Cargo                                   | Titular          | Titular           | Bloque | Bloque                     | Partido               |
| --------------------------------------- | ---------------- | ----------------- | ------ | -------------------------- | --------------------- |
| Presidencia                             |                  | Martín Menem      |        | La Libertad Avanza         | La Libertad Avanza    |
| Vicepresidencia 1.°                     |                  | Cecilia Moreau    |        | Unión por la Patria        | Frente Renovador      |
| Vicepresidencia 2.°                     |                  | Silvia Lospennato |        | Propuesta Republicana      | Propuesta Republicana |
| Vicepresidencia 3.°                     |                  | Julio Cobos       |        | UCR - Unión Cívica Radical | Unión Cívica Radical  |
| Secretario Parlamentario                | Tomás Figueroa   | Tomás Figueroa    |        |                            |                       |
| Secretaria Administrativa               | Laura Oriolo     | Laura Oriolo      |        |                            |                       |
| Secretario de Coordinación Operativa    | Vacante          | Vacante           |        |                            |                       |
| Prosecretaria Parlamentaria             | Ana Laura Lozano | Ana Laura Lozano  |        |                            |                       |
| Prosecretario Administrativo            | Vacante          | Vacante           |        |                            |                       |
| Prosecretario de Coordinación Operativa | Dina Rezinovsky  | Dina Rezinovsky   |        | Propuesta Republicana      | Propuesta Republicana |

## Miembros por distrito electoral
La elección se lleva a cabo por cada distrito electoral (23 provincias y la Ciudad Autónoma de Buenos Aires), con la siguiente distribución:
| Provincia              | Diputados |
| ---------------------- | --------- |
| Ciudad de Buenos Aires | 25        |
| Buenos Aires           | 70        |
| Catamarca              | 5         |
| Chaco                  | 7         |
| Chubut                 | 5         |
| Córdoba                | 18        |
| Corrientes             | 7         |
| Entre Ríos             | 9         |
| Formosa                | 5         |
| Jujuy                  | 6         |
| La Pampa               | 5         |
| La Rioja               | 5         |
| Mendoza                | 10        |
| Misiones               | 7         |
| Neuquén                | 5         |
| Río Negro              | 5         |
| Salta                  | 7         |
| San Juan               | 6         |
| San Luis               | 5         |
| Santa Cruz             | 5         |
| Santa Fe               | 19        |
| Santiago del Estero    | 7         |
| Tierra del Fuego       | 5         |
| Tucumán                | 9         |

## Composición de la Cámara de Diputados por elecciones (1912-2023)
La siguiente tabla presenta un histórico de las elecciones legislativas para la Cámara de Diputados de la Nación Argentina desde 1912, año en que la Ley Sáenz Peña estableció el sufragio secreto y obligatorio, hasta las elecciones de 2023. En ella se detallan los resultados de los principales partidos o coaliciones que obtuvieron escaños en cada elección, junto con la distribución proporcional de los mismos y el nombre del presidente de la Cámara durante cada período. Este registro refleja la evolución de la representación política en el país, marcada por períodos de democracia, interrupciones por golpes de Estado y la alternancia entre fuerzas mayoritarias como el radicalismo, el peronismo y coaliciones emergentes.
A lo largo de más de un siglo, la Cámara de Diputados ha sido un espejo de los cambios sociales y políticos de Argentina, desde la hegemonía conservadora previa a 1916 hasta la fragmentación multipartidista de las últimas décadas. La tabla incluye datos clave como el número de escaños renovados en cada elección (generalmente la mitad de los 257 actuales, salvo ajustes históricos), los colores representativos de cada fuerza política y notas sobre legislaturas disueltas por dictaduras. Este resumen permite observar tendencias, como el dominio de la Unión Cívica Radical y el Partido Justicialista, así como el surgimiento de nuevas fuerzas, como La Libertad Avanza en 2023.
| 35            | 13  | 6  | 6  | 2  |
| Conservadores | UCR | UC | UN | PS |

| 32            | 20  | 7  | 2   | 1     |
| Conservadores | UCR | PS | LDS | Otros |

| 26  | 18            | 7   | 4             | 3  | 3  |
| UCR | Conservadores | PDP | UCR Disidente | PS | CC |

| 36  | 18            | 4             | 3  | 1   |
| UCR | Conservadores | UCR Disidente | PS | PDP |

| 62  | 15            | 14  | 7  | 4             |
| UCR | Conservadores | PDP | PS | UCR Disidente |

| 49  | 17 | 7                     | 4  | 3   |
| UCR | CN | Radicalismo disidente | PS | PDP |

| 26  | 22            | 16 | 9     | 3     | 3   | 2     |
| UCR | Conservadores | PS | UCR-U | UCR-A | PDP | UCR-L |

| 38  | 21            | 8     | 7     | 4  | 2     | 1     |
| UCR | Conservadores | UCR-U | UCR-A | PS | UCR-B | UCR-L |

| 53  | 21 | 6   |
| UCR | CD | PSI |

| 49  | 13 | 10  | 3   | 3                    | 1  | 1     | 1     |
| UCR | CD | PSI | PDP | UCR Antipersonalista | PS | UCR-L | UCR-B |

| 95           | 42 | 13  | 6                   |
| Concordancia | PS | PDP | UCR-A de Entre Ríos |

| 47           | 21 | 6   | 3                   | 2              | 1      | 1     |
| Concordancia | PS | PDP | UCR-A de Entre Ríos | UCR de Tucumán | UCR-LF | UCR-T |

| 39  | 36           | 5  | 3     |
| UCR | Concordancia | PS | UCR-C |

| 52           | 27  | 2     |
| Concordancia | UCR | UCR-C |

| 52  | 25           | 5  |
| UCR | Concordancia | PS |

| 47           | 23  | 12 | 1     | 1     | 1            |
| Concordancia | UCR | PS | UCR-C | UCR-B | UCR de Salta |

| 110 | 45 | 3   |
| JCP | UD | PDN |

| 58 | 23  | 1                   | 1   |
| PP | UCR | Laborismo Disidente | PDN |

| 135    | 14  |
| PP/PPF | UCR |

| 74     | 5   |
| PP/PPF | UCR |

| 133  | 52   | 2    |
| UCRI | UCRP | PLCo |

| 52   | 46   | 3    | 1     |
| UCRP | UCRI | FNPC | DP-BB |

| 47                   | 34   | 9    | 6    |
| Frente Justicialista | UCRI | UCRP | FNPC |

| 72   | 40   | 19           | 13     | 12  | 9    | 8   | 6   | 5   | 2    | 2    | 1     | 1      | 1     | 1  |
| UCRP | UCRI | Neoperonismo | UDELPA | PDP | FNPC | PDC | PSA | PSD | PLCo | PACo | UCR-B | UCR-CR | DP-BB | AM |

| 35 | 34   | 9                                  | 8    | 5   | 3   | 2     | 1   | 1    |
| UP | UCRP | Movimientos Populares Provinciales | FNPC | MID | PDP | UCR-B | PSA | UCRI |

| 145     | 51  | 20  | 13  | 10  | 12    |
| FREJULI | UCR | APF | APR | ARF | Otros |

| 129 | 111 | 3  | 2     | 1   | 8     |
| UCR | PJ  | PI | UCEDE | PDC | Otros |

| 65  | 37           | 11               | 5  | 2     | 12    |
| UCR | PJ (FREJULI) | Frente Renovador | PI | UCEDE | Otros |

| 60 | 52  | 5     | 1  | 9     |
| PJ | UCR | UCEDE | US | Otros |

| 66      | 42  | 10  | 3   | 1  | 5     |
| FREJUPO | UCR | AdC | CFI | IU | Otros |

| 63                   | 43  | 5     | 3  | 3     | 3   | 10    |
| Frente Justicialista | UCR | UCEDE | US | MODIN | CFI | Otros |

| 66 | 41  | 4     | 3  | 1     | 2  | 10    |
| PJ | UCR | MODIN | FG | UCEDE | US | Otros |

| 75 | 27  | 21      | 7     |
| PJ | UCR | FREPASO | Otros |

| 63      | 50 | 3  | 11    |
| Alianza | PJ | AR | Otros |

| 66      | 51 | 9  | 4     |
| Alianza | CJ | AR | Otros |

| 66 | 35      | 8   | 4           | 1  | 13    |
| CJ | Alianza | ARI | Polo Social | IU | Otros |

| 65 | 19  | 11  | 5    | 5     | 2       | 1  | 20    |
| PJ | UCR | ARI | FcpC | MODIN | Recrear | PS | Otros |

| 63                      | 17  | 12 | 10          | 9   | 4  | 8     |
| Frente para la Victoria | UCR | PF | Alianza PRO | ARI | PS | Otros |

| 84                      | 23 | 12  | 8       | 6           | 1   | 1   |
| Frente para la Victoria | CC | UNA | FREJULI | Alianza PRO | MPS | MPN |

| 46   | 42                      | 23        | 11 | 4   | 2  | 4     |
| ACyS | Frente para la Victoria | Unión PRO | PF | MPS | NE | Otros |

| 86                      | 16    | 14  | 6  | 3   | 2  | 1      | 1   |
| Frente para la Victoria | UDESO | FAP | CF | PRO | FP | CC-ARI | MPN |

| 45                      | 35    | 16 | 12  | 3   | 15    |
| Frente para la Victoria | FPCyS | FR | PRO | FIT | Otros |

| 60                      | 46        | 16  | 2            | 2  | 1   | 1     |
| Frente para la Victoria | Cambiemos | UNA | Progresistas | CF | FIT | Otros |

| 61        | 28               | 22                   | 4     | 2   | 2   | 1     | 2     |
| Cambiemos | Unidad Ciudadana | Frente Justicialista | 1País | FIT | EVO | FPCyS | Otros |

| 68              | 56                   | 4                | 3    | 3     |
| Frente de Todos | Juntos por el Cambio | Consenso Federal | FCxS | Otros |

| 61                   | 50              | 4                | 4        | 4     | 4     |
| Juntos por el Cambio | Frente de Todos | Tercera vía / PF | LLA / AL | FIT-U | Otros |

| 58                  | 35                 | 31                   | 4    | 1     | 1     |
| Unión por la Patria | La Libertad Avanza | Juntos por el Cambio | HxNP | FIT-U | Otros |

## Composición actual
La Cámara de Diputados de la Nación Argentina es la cámara baja del Congreso de la Nación Argentina y está compuesta por 257 diputados, que se renuevan por mitades cada dos años, en períodos que comienzan el 10 de diciembre y finalizan el 9 de diciembre de los años impares. La composición actual de la Cámara de Diputados, a partir del 10 de diciembre de 2023, fue definida en las elecciones legislativas de 2021 (diputados del período 2021-2025) y en las elecciones legislativas de 2023 (diputados del período 2023-2027).
| Interbloques                                  | Interbloques                                   | Bancas | Bloques                                     | Presidentes de bloque  |
| --------------------------------------------- | ---------------------------------------------- | ------ | ------------------------------------------- | ---------------------- |
|                                               | Unión por la Patria                            | 98     | Unión por la Patria (98)                    | Germán Martínez        |
|                                               | LLA - CREO - ELI                               | 43     | La Libertad Avanza (36)                     | Gabriel Bornoroni      |
| CREO (1)                                      | LLA - CREO - ELI                               | 43     | Paula Omodeo                                |                        |
| Liga del Interior - ELI (6)                   | LLA - CREO - ELI                               | 43     | Pablo Cervi                                 |                        |
|                                               | PRO MID                                        | 38     | PRO (35)                                    | Cristian Ritondo       |
| Movimiento de Integración y Desarrollo (3)    | PRO MID                                        | 38     | Oscar Zago                                  |                        |
|                                               | Encuentro Federal                              | 15     | Encuentro Federal (15)                      | Miguel Ángel Pichetto  |
|                                               | Unión Cívica Radical                           | 14     | Unión Cívica Radical (14)                   | Rodrigo de Loredo      |
|                                               | Democracia Para Siempre                        | 12     | Democracia Para Siempre (12)                | Pablo Juliano          |
|                                               | Innovación Federal                             | 8      | Innovación Federal (8)                      | Pamela Calletti        |
|                                               | Coalición Cívica                               | 6      | Coalición Cívica (6)                        | Juan Manuel López      |
|                                               | Frente de Izquierda y de Trabajadores - Unidad | 5      | Partido de los Trabajadores Socialistas (2) | Christian Castillo     |
| Movimiento Socialista de los Trabajadores (1) | Frente de Izquierda y de Trabajadores - Unidad | 5      | Vilma Ripoll                                |                        |
| Izquierda Socialista (2)                      | Frente de Izquierda y de Trabajadores - Unidad | 5      | Juan Carlos Giordano                        |                        |
|                                               | Independencia                                  | 3      | Independencia (3)                           | Agustín Fernández      |
|                                               | Por Santa Cruz                                 | 2      | Por Santa Cruz (2)                          | Sergio Acevedo         |
|                                               | Producción y Trabajo                           | 2      | Producción y Trabajo (2)                    | Nancy Picón            |
|                                               | Futuro y Libertad                              | 2      | Futuro y Libertad (2)                       | Gabriel Chumpitaz      |
|                                               | Unidos                                         | 1      | Unidos (1)                                  | Mario Domingo Barletta |
|                                               | Movimiento Popular Neuquino                    | 1      | Movimiento Popular Neuquino (1)             | Osvaldo Llancafilo     |
|                                               | Republicanos Unidos                            | 1      | Republicanos Unidos (1)                     | Ricardo Lopez Murphy   |
|                                               | Coherencia                                     | 4      | Coherencia                                  | Carlos D'Alessandro    |
|                                               | Somos Fueguinos                                | 1      | Somos Fueguinos (1)                         | Ricardo Garramuño      |
|                                               | Defendamos Santa Fe                            | 1      | Defendamos Santa Fe (1)                     | Roberto Mirabella      |
| Fuente: actualizada al 30/7/2025.             |                                                |        |                                             |                        |

## Comisiones permanentes (2023-2025)
Las comisiones permanentes son fijas y cada una se encarga de tratar temas específicos. De acuerdo con lo establecido en el reglamento interno, en la Cámara de Diputados funcionan cuarenta y cinco comisiones permanentes. De acuerdo al decreto 61 del reglamento, son las siguientes (se respeta el orden original):
| Comisión | M.1 | Detalles |
| --- | --- | --- |
| Asuntos Constitucionales | 342 | - Presidente: Nicolás Mayoraz (La Libertad Avanza) - Dictamina sobre: Artículo 62 del reglamento interno             |
| Legislación General | 31  | - Presidente: Gabriel Bornoroni (La Libertad Avanza) - Dictamina sobre: Artículo 63 del reglamento interno           |
| Relaciones Exteriores y Culto | 43  | - Presidente: Fernando Iglesias (PRO) - Dictamina sobre: Artículo 64 del reglamento interno                          |
| Presupuesto y Hacienda | 494 | - Presidente: José Luis Espert (La Libertad Avanza) - Dictamina sobre: Artículo 65 del reglamento interno            |
| Educación | 352 | - Presidente: Alejandro Finocchiaro (PRO) - Dictamina sobre: Artículo 66 del reglamento interno                      |
| Ciencia, Tecnología e Innovación Productiva | 31  | - Presidente: Daniel Gollan (Unión por la Patria) - Dictamina sobre: Artículo 67 del reglamento interno              |
| Cultura | 30  | - Presidente: Silvana Ginocchio (Unión por la Patria) - Dictamina sobre: Artículo 68 del reglamento interno          |
| Justicia | 31  | - Presidente: Manuel Quintar (La Libertad Avanza) - Dictamina sobre: Artículo 69 del reglamento interno              |
| Previsión y Seguridad Social | 31  | - Presidente: Gabriela Brouwer de Koning (UCR) - Dictamina sobre: Artículo 70 del reglamento interno                 |
| Acción Social y Salud Pública | 352 | - Presidente: Pablo Yedlin (Unión por la Patria ) - Dictamina sobre: Artículo 71 del reglamento interno              |
| Familia, Niñez y Juventudes | 31  | - Presidente: Roxana Reyes (UCR) - Dictamina sobre: Artículo 72 del reglamento interno                               |
| De las Personas Mayores | 31  | - Presidente: Gisela Marziotta (Unión por la Patria) - Dictamina sobre: Artículo 73 del reglamento interno           |
| Legislación Penal | 30  | - Presidente: Laura Rodríguez Machado (PRO) - Dictamina sobre: Artículo 74 del reglamento interno                    |
| Legislación del Trabajo | 31  | - Presidente: Martín Tetaz (UCR) - Dictamina sobre: Artículo 75 del reglamento interno                               |
| Defensa Nacional | 31  | - Presidente: Ricardo López Murphy (Republicanos Unidos) - Dictamina sobre: Artículo 76 del reglamento interno       |
| Obras Públicas | 30  | - Presidente: Bernardo José Herrera (Unión por la Patria) - Dictamina sobre: Artículo 77 del reglamento interno      |
| Agricultura y Ganadería | 352 | - Presidente: Atilio Benedetti (UCR) - Dictamina sobre: Artículo 78 del reglamento interno                           |
| Finanzas | 31  | - Presidente: Bertie Benegas Lynch (La Libertad Avanza) - Dictamina sobre: Artículo 79 del reglamento interno        |
| Industria | 31  | - Presidente: Ana Clara Romero (PRO) - Dictamina sobre: Artículo 80 del reglamento interno                           |
| Comercio | 31  | - Presidente: Tomás Ledesma (Unión por la Patria) - Dictamina sobre: Artículo 81 del reglamento interno              |
| Energía y Combustibles | 342 | - Presidente: Lorena Villaverde (La Libertad Avanza) - Dictamina sobre: Artículo 82 del reglamento interno           |
| Comunicaciones e Informática | 31  | - Presidente: Pablo Carro (Unión por la Patria) - Dictamina sobre: Artículo 83 del reglamento interno                |
| Transportes | 31  | - Presidente: Pamela Verasay (UCR) - Dictamina sobre: Artículo 84 del reglamento interno                             |
| Economías y Desarrollo Regional | 31  | - Presidente: Ramiro Fernández Patri (Unión Por la Patria) - Dictamina sobre: Artículo 85 del reglamento interno     |
| Asuntos Municipales | 31  | - Presidente: Juan Fernando Brügge (Hacemos Coalición Federal) - Dictamina sobre: Artículo 86 del reglamento interno |
| Intereses Marítimos, Fluviales, Pesqueros y Portuarios | 31  | - Presidente: Gabriel Felipe Chumpitaz (PRO) - Dictamina sobre: Artículo 87 del reglamento interno                   |
| Vivienda y Ordenamiento Urbano | 31  | - Presidente: Leandro Santoro (Unión por la Patria) - Dictamina sobre: Artículo 88 del reglamento interno            |
| Peticiones, Poderes y Reglamento | 30  | - Presidente: Silvia Lospennato (PRO) - Dictamina sobre: Artículo 89 del reglamento interno                          |
| Juicio Político | 31  | - Presidente: - Dictamina sobre: Artículo 90 del reglamento interno                                                  |
| Recursos Naturales y Conservación del Ambiente Humano | 31  | - Presidente: Carlos D'Alessandro (La Libertad Avanza) - Dictamina sobre: Artículo 91 del reglamento interno         |
| Turismo | 31  | - Presidenta: Gabriela Pedrali (Unión por la Patria) - Dictamina sobre: Artículo 92 del reglamento interno           |
| Economía | 31  | - Presidente: Ariel Rauschenberger (Unión por la Patria) - Dictamina sobre: Artículo 93 del reglamento interno       |
| Minería | 31  | - Presidente: Walberto Allende (Unión por la Patria) - Dictamina sobre: Artículo 94 del reglamento interno           |
| Prevención de Adicciones y Control del Narcotráfico | 31  | - Presidente: Mónica Frade (Hacemos Coalición Federal) - Dictamina sobre: Artículo 95 del reglamento interno         |
| Análisis y Seguimiento del Cumplimiento de las Normas Tributarias y Previsionales | 31  | - Presidente: Juan Manuel Pedrini (Unión por la Patria) - Dictamina sobre: Artículo 96 del reglamento interno        |
| Población y Desarrollo Humano | 31  | - Presidente: Natalia Sarapura (UCR) - Dictamina sobre: Artículo 97 del reglamento interno                           |
| Deportes | 31  | - Presidente: Magali Mastaler (Unión por la Patria) - Dictamina sobre: Artículo 98 del reglamento interno            |
| Derechos Humanos y Garantías | 30  | - Presidente: Sabrina Ajmechet (PRO) - Dictamina sobre: Artículo 99 del reglamento interno                           |
| Asuntos Cooperativos, Mutuales y Organizaciones no Gubernamentales | 31  | - Presidente: Eduardo Toniolli (Unión por la Patria) - Dictamina sobre: Artículo 100 del reglamento interno          |
| Mercosur | 31  | - Presidente: Roberto Mirabella (Unión por la Patria) - Dictamina sobre: Artículo 101 del reglamento interno         |
| Pequeñas y Medianas Empresas | 31  | - Presidente: Mónica Fein (Hacemos Coalición Federal) - Dictamina sobre: Artículo 101 (bis) del reglamento interno   |
| Defensa del Consumidor, del Usuario y de la Competencia | 31  | - Presidente: Carolina Yutrovic (Unión por la Patria) - Dictamina sobre: Artículo 101 (ter) del reglamento interno   |
| Seguridad Interior | 31  | - Presidente: Alejandro Bongiovanni (PRO) - Dictamina sobre: Artículo 101 (quáter) del reglamento interno            |
| Libertad de Expresión | 31  | - Presidente: Emilia Orozco (La Libertad Avanza) - Dictamina sobre: Artículo 101 (quinquies) del reglamento interno  |
| Discapacidad | 31  | - Presidente: Daniel Arroyo (Unión por la Patria) - Dictamina sobre: Artículo 101 (sexies) del reglamento interno    |
| Mujeres y Diversidad | 31  | - Presidente: Mónica Macha (Unión por la Patria) - Dictamina sobre: Artículo 101 (septies) el reglamento interno     |
| Notas: 1. Cantidad de miembros, entre 15 y 31 diputados. 2. Cantidad de miembros, entre 15 y 35 diputados. 3. Cantidad de miembros, entre 15 y 43 diputados. 4. Cantidad de miembros, entre 15 y 49 diputados. |     | |

## Relaciones con otros parlamentos del mundo
Una herramienta de vinculación de la Cámara de Diputados argentina con otros parlamentos del mundo es los Grupos parlamentarios de amistad (GPA), ámbito de trabajo para la consecución de objetivos comunes entre distintos países, a través de la implementación de agendas de cooperación bilateral tendientes a acrecentar las relaciones recíprocas y desarrollar nuevas posibilidades de intercambio.
La característica general de los grupos parlamentarios de amistad es su binacionalidad. Sin embargo, pueden también constituirse para relacionarse con más de un parlamento de países que, por su vecindad o diferentes criterios de afinidad, son o pueden ser considerados grupalmente tales como la Unión Europea, el sudeste asiático o los países árabes. También pueden constituirse para hacerlo con organismos internacionales tales como la UNESCO.
La actividad desplegada por los legisladores en sus relaciones con sus pares de otros países, integrando y asistiendo a ámbitos parlamentarios mundiales, regionales y binacionales, sea en comisiones, delegaciones o a través de los grupos parlamentarios de amistad, constituye una modalidad internacional que ha ido crecimiento durante los últimos tiempos en las relaciones entre los Estados.
Ámbitos mundiales, como la Unión Interparlamentaria (Inter-Parliamentary Union) y Parlamentarios para la Acción Global (Parliamentarians for Global Action); hemisféricos, como el Foro Interparlamentario para las Américas (FIPA) y la Confederación Parlamentaria de las Américas (COPA); regionales, como el Parlamento Latinoamericano (Parlatino); y subregionales a través de comisiones parlamentarias conjuntas como la del Mercosur y la Argentino-Chilena, se han originado en la necesidad de cooperación entre las naciones a través de sus parlamentos.
Durante el período 134 (correspondiente al año 2017) la Cámara de Diputados de la Nación Argentina cuenta con 23 GPA: África, Alemania, Armenia, Azerbaiyán, Brasil, Canadá, China, España, Estados Unidos, México, Rusia, Francia, India, Israel, Italia, Japón, Reino Unido, Paraguay, Ucrania, Unasur, Unesco y Vietnam.

## Sedes

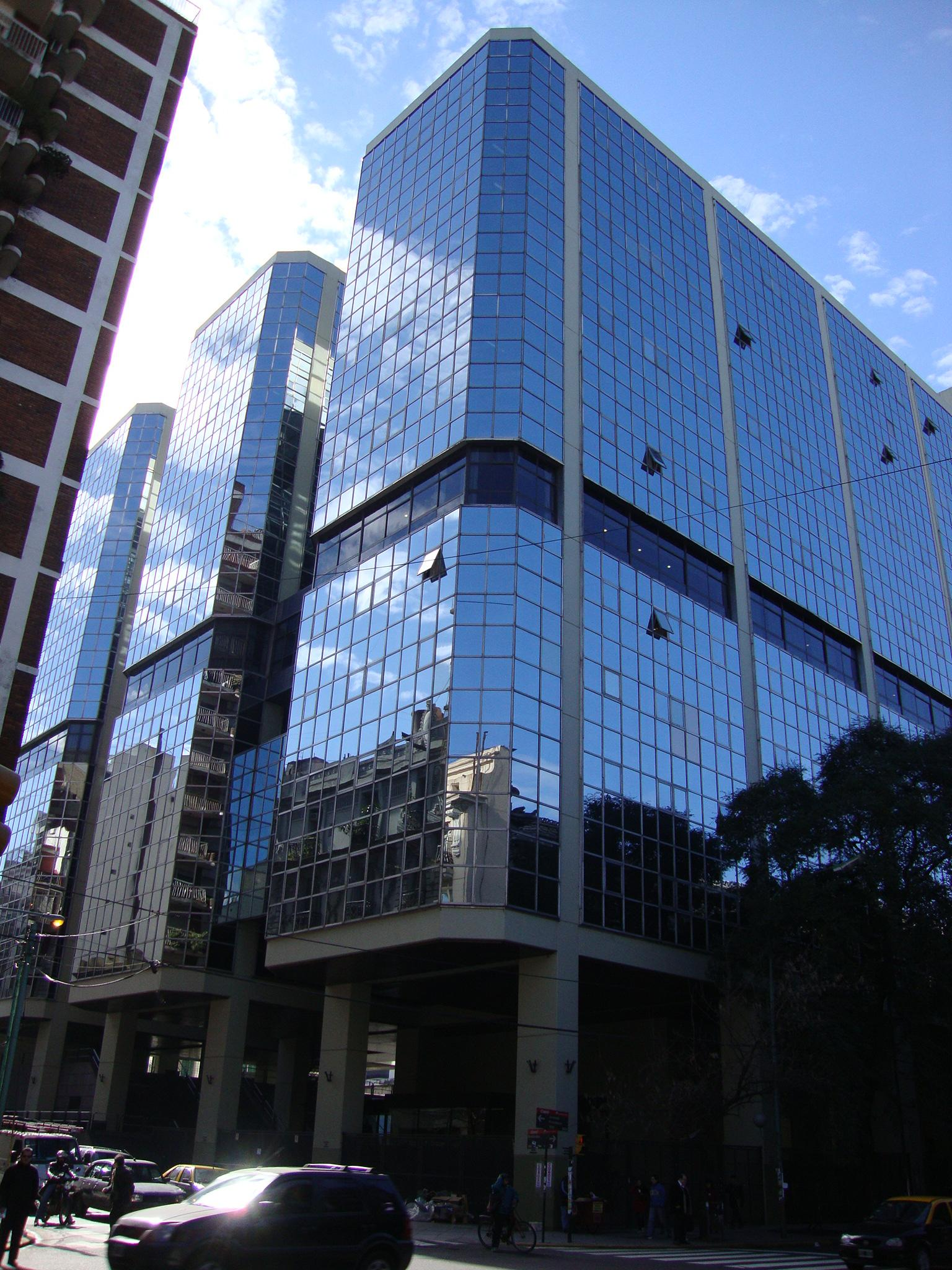
Anexo "A" de la Cámara de Diputados

La Cámara de Diputados de la República Argentina ocupa el hemiciclo posterior del Palacio del Congreso, un imponente edificio de estilo ecléctico con predominancia del neoclasicismo, proyectado en 1896 por el arquitecto italiano Vittorio Meano, quien resultara ganador del concurso de propuestas. El palacio fue inaugurado en las sesiones de 1906, aunque la obra se finalizó totalmente recién en 1946, con el revestimiento exterior en mármol del hemiciclo de diputados.
Antes, Diputados había tenido que compartir con el Senado la única sala existente en el pequeño edificio del Congreso que existía desde 1864 en la Plaza de Mayo. Era obra del arquitecto Jonás Larguía, y se encontraba en la esquina de las calles Balcarce e Hipólito Yrigoyen, con su fachada con arcada mirando a la Casa Rosada. El edificio sería demolido recién en 1942, para permitir la construcción de la actual sede de la AFIP; sin embargo, la sala de sesiones se mantuvo intacta dentro de la nueva estructura.
Con el aumento progresivo del número de diputados representantes de las diversas provincias, creció también el número de asesores y personal adjunto, por lo cual el imponente Palacio del Congreso resultó insuficiente en su capacidad. Por ello, en 1966 se llamó a un nuevo concurso de anteproyectos para un edificio anexo que brindaría espacio para un gran número de oficinas, y se construiría del otro lado de la Avenida Rivadavia.
Resultó ganador el estudio de los arquitectos Manteola, Petchersky, Sánchez Gómez, Santos, Solsona y Viñoly, pero ese mismo año un golpe militar quebró el régimen democrático, y la obra comenzó recién en 1973, una vez restablecido este sistema. Solamente tres años después, un nuevo golpe impuso una dictadura que se extendió hasta 1983, suspendiendo la construcción del anexo para diputados. No fue hasta 1984, una vez recuperada la democracia, que el "Anexo A" quedó inaugurado, aunque el edificio fue concluido un año después. Tiene una gran fachada vidriada de estilo moderno, que refleja la cúpula del Palacio del Congreso y su fachada, y sumó 45.000 m² de espacio.
En 2003, el arquitecto Jorge Cortiñas ganó el concurso de proyectos para el nuevo "Anexo C" de oficinas de los bloques de diputados, en la calle Bartolomé Mitre, y lindero al "Anexo A". La obra comenzó en 2005, con modificaciones al diseño original y a cargo de la constructora Zonis Constructora SA, y en 2010 se encontraba casi terminada, pero la falta de detalles de interiores y equipamiento necesario impidió que comenzara a funcionar.
El 7 de septiembre de 2011, Eduardo Fellner encabezó la inauguración del Anexo C, mientras anunciaba el inicio de las obras del nuevo Anexo D, en el terreno contiguo.